# Tom Berenger
Tom Berenger (sinh Thomas Michael Moore; 31 tháng 5 năm 1949) là một diễn viên truyền hình và phim ảnh người Mỹ. Ông được đề cử giải Oscar cho Nam diễn viên phụ xuất sắc nhất với vai diễn Nhân viên trung sĩ Bob Barnes trong Platoon (1986). Anh cũng được biết đến với vai Jake Taylor trong các bộ phim Major League và Thomas Beckett trong các bộ phim Sniper. Những bộ phim khác mà anh xuất hiện bao gồm Tìm kiếm ông Goodbar (1977), The Dogs of War (1980), The Big Chill (1983), Eddie and the Cruisers (1983), Betrayed (1988),Cánh đồng (1990), Gettysburg (1993), Người thay thế (1996), Người hùng của một người đàn ông (1999), Ngày đào tạo (2001) và Khởi động (2010).

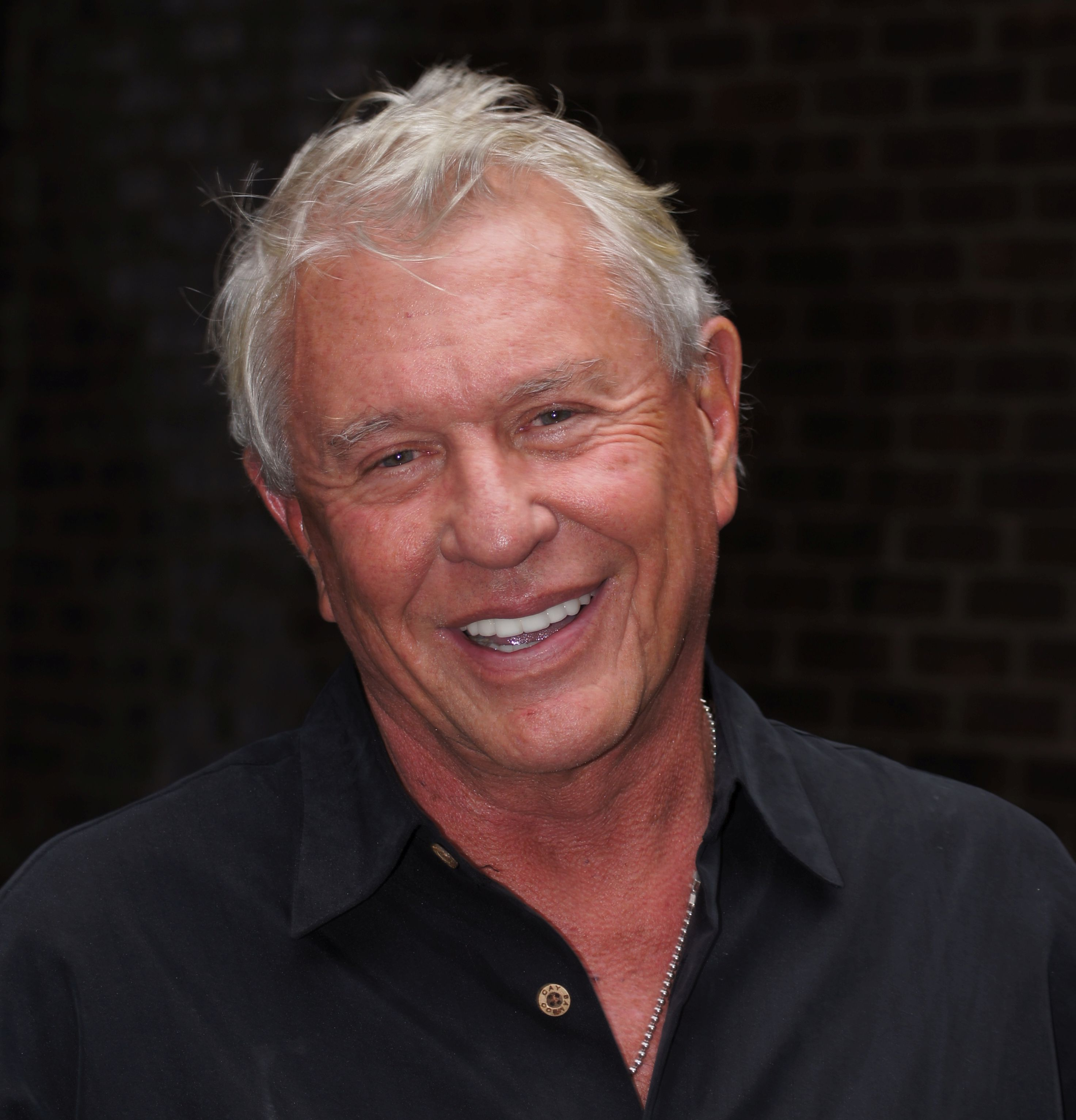
Tom Berenger 2019

Berenger đã giành giải thưởng Primetime Emmy cho Nam diễn viên phụ xuất sắc trong một bộ phim ngắn hoặc một bộ phim cho vai diễn Jim Vance trong miniseries 2012 Hatfields & McCoys.